# Jerzy Garcarek
Jerzy Stanisław Garcarek (zm. 12 września 2020) – polski lekarz radiolog, prof. dr hab. n. med.

## Życiorys
W 1974 ukończył studia medyczne w Akademii Medycznej im. Piastów Śląskich. Obronił pracę doktorską, 5 marca 2008 habilitował się na podstawie pracy zatytułowanej Zastosowanie metod endowaskularnych (embolizacji i skleroterapii celowanej) w leczeniu owrzodzeń podudzi w przewlekłej niewydolności żylnej. 8 stycznia 2019 nadano mu tytuł profesora w zakresie nauk medycznych.
Został zatrudniony na stanowisku docenta na Wydziale Profilaktyki Zdrowia Niepublicznej Wyższej Szkole Medycznej we Wrocławiu i adiunkta w Katedrze Radiologii na Wydziale Lekarskim Kształcenia Podyplomowego Akademii Medyczna im. Piastów Śląskich.
Był profesorem Katedry Radiologii Wydziału Lekarskiego Uniwersytetu Medycznego im. Piastów Śląskich we Wrocławiu i profesorem nadzwyczajnym w Katedrze Radiologii na Wydziale Lekarskim Kształcenia Podyplomowego Uniwersytetu Medycznego im. Piastów Śląskich we Wrocławiu.
Zmarł 12 września 2020. Został pochowany na Cmentarzu Świętej Rodziny we Wrocławiu.

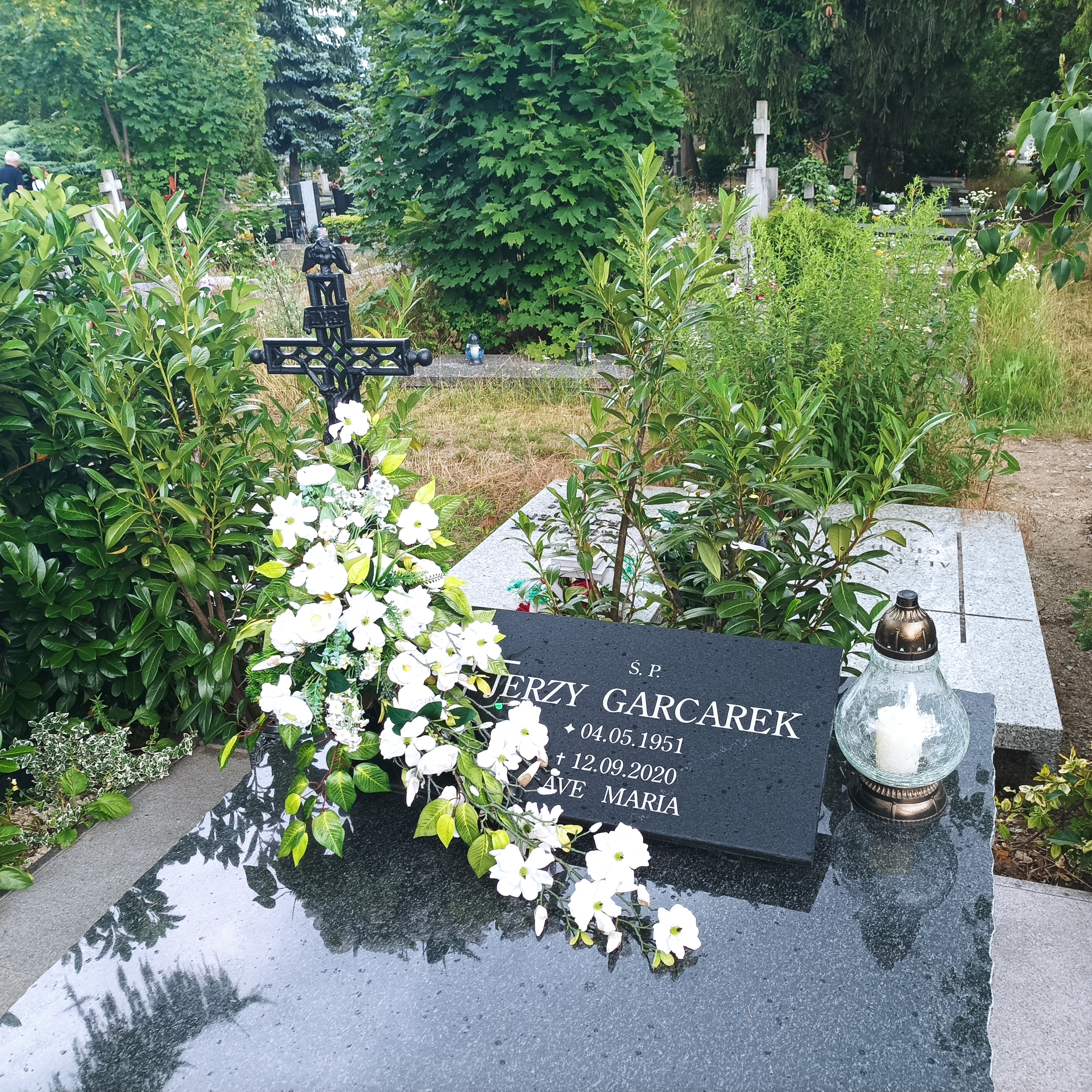
Grób prof. Jerzego Garcarka

## Odznaczenia
- 2015: Złoty Krzyż Zasługi[1]
- 2017: Odznaka honorowa za zasługi w ochronie zdrowia[1]